# 亞歷山大·達姆切夫斯基
亞歷山大·達姆切夫斯基（英語： Aleksandar Damcevski, 马其顿语： Александар Дамчевски ），生於法国，北馬其頓足球運動員，司職後衛。

## 球員生涯
2014年1月，丹卓斯基加盟布爾加斯。 2月24日，他在主場1-2輸給索菲亞中央陸軍的比賽中首次亮相，上半場替補出場。
達姆切夫斯基為球會上陣16場比賽，但布爾加斯在賽季結束時降級，達姆切夫斯基的合同在雙方同意下終止。
2014年6月，丹卓斯基加盟NAC比達。
2023年7月12日，傑志宣布簽入丹卓斯基。

## 國家隊
達姆切夫斯基在2014年5月對陣卡塔爾的友誼賽中首次代表馬其頓出場，截至2020年3月，達姆切夫斯基總共為馬其頓國家隊出場4次，但沒有入球。他最近參加的國際比賽是2014年10月對陣烏克蘭的歐洲錦標賽預選賽。

## 榮譽
艾拉華特亞美尼亞
- 亞美尼亞足球聯賽 : 2018–2019年 , 2019–2020年
- 亞美尼亞超級盃 : 2019年

## 外部連結
- Profile at Macedonian Football （页面存档备份，存于）
- Soccerway資料庫：亞歷山大·達姆切夫斯基